# Ginnastica acrobatica ai Giochi europei
La Ginnastica acrobatica è stata inserito nel programma dei Giochi europei sin dall'edizione inaugurale che si è svolta nel 2015.

## Edizioni
| Giochi | Anno | Sede  | Gare |
| ------ | ---- | ----- | ---- |
| I      | 2015 | Baku  | 6    |
| II     | 2019 | Minsk | 6    |

## Medagliere complessivo
Aggiornato alla seconda edizione
| Pos.   | Paese       | Oro | Argento | Bronzo | Totale |
| ------ | ----------- | --- | ------- | ------ | ------ |
| 1      | Belgio      | 5   | 4       | 0      | 9      |
| 1      | Russia      | 5   | 4       | 0      | 9      |
| 3      | Bielorussia | 2   | 0       | 7      | 9      |
| 4      | Azerbaigian | 0   | 2       | 1      | 3      |
| 4      | Portogallo  | 0   | 2       | 1      | 3      |
| 6      | Regno Unito | 0   | 0       | 3      | 3      |
| Totale | Totale      | 12  | 12      | 12     | 36     |